# Maebashi City Challenger
Il Maebashi City Challenger è stato un torneo professionistico di tennis giocato su campi in cemento. Faceva parte dell'ATP Challenger Series. L'unica edizione si è disputata a Maebashi in Giappone.

## Albo d'oro

### Singolare
| Anno | Campione        | Finalista       | Punteggio     |
| ---- | --------------- | --------------- | ------------- |
| 1980 | Greg Whitecross | Craig A. Miller | 2–6, 6–4, 7–6 |

### Doppio
| Anno | Campioni                | Finalisti              | Punteggio |
| ---- | ----------------------- | ---------------------- | --------- |
| 1980 | Chris Kachel John Marks | Syd Ball Cliff Letcher | 6–4, 7–6  |